# Publio Virgilio Marone
Publio Virgilio Marone, noto semplicemente come Virgilio o Vergilio (in latino Publius Vergilius Maro, pronuncia classica o restituta: [ˈpuːblɪ.ʊs wɛrˈɡɪlɪ.ʊs ˈmaroː]; Andes, 15 ottobre 70 a.C. – Brindisi, 21 settembre 19 a.C.), è stato un poeta romano, autore di tre opere, tra le più famose e influenti della letteratura latina: le Bucoliche (Bucolica), le Georgiche (Georgica), e l'Eneide (Aeneis).
Al poeta viene attribuita anche una serie di componimenti giovanili, la cui autenticità è oggetto di discussioni accademiche, che si è soliti indicare nel complesso come Appendix Vergiliana (Appendice Virgiliana).
Virgilio, per il senso sublime dell'arte e per l'influenza che esercitò nei secoli, viene considerato il massimo poeta di Roma, nonché l'interprete più completo del grandioso momento storico che, dalla morte di Giulio Cesare, conduce alla fondazione del Principato e dell'Impero ad opera di Augusto.
L'opera di Virgilio, presa a modello e studiata fin dall'antichità, ha avuto una profondissima influenza sulla letteratura e sugli autori occidentali, in particolare su Dante Alighieri e la sua Divina Commedia, nella quale Virgilio funge anche da guida dell'Inferno e del Purgatorio.

## Biografia

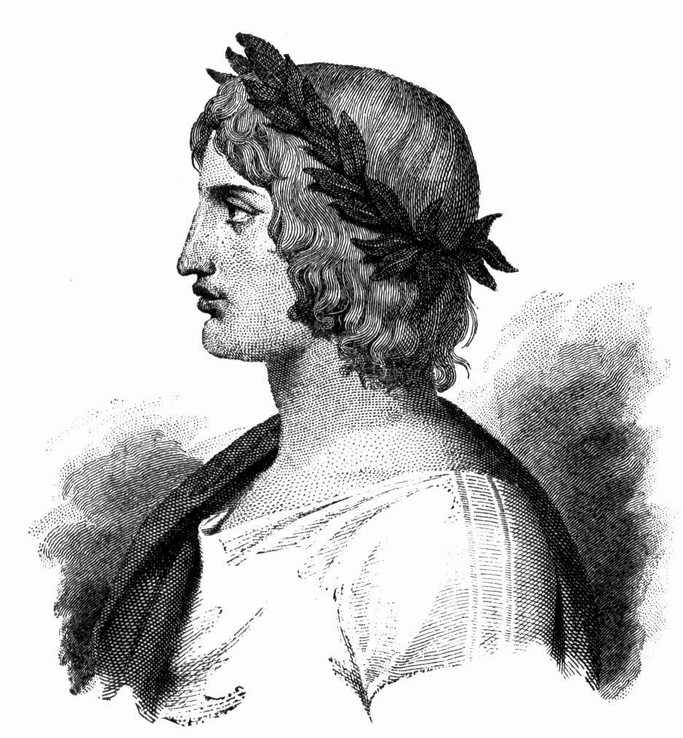
Immagine giovanile del poeta Virgilio, di profilo e con la corona di alloro, di autore ignoto.

A differenza di altri poeti latini, in merito alla biografia di Virgilio sono molte le notizie giunte fino a noi, da fonti dirette o da testimonianze indirette.

### La nascita

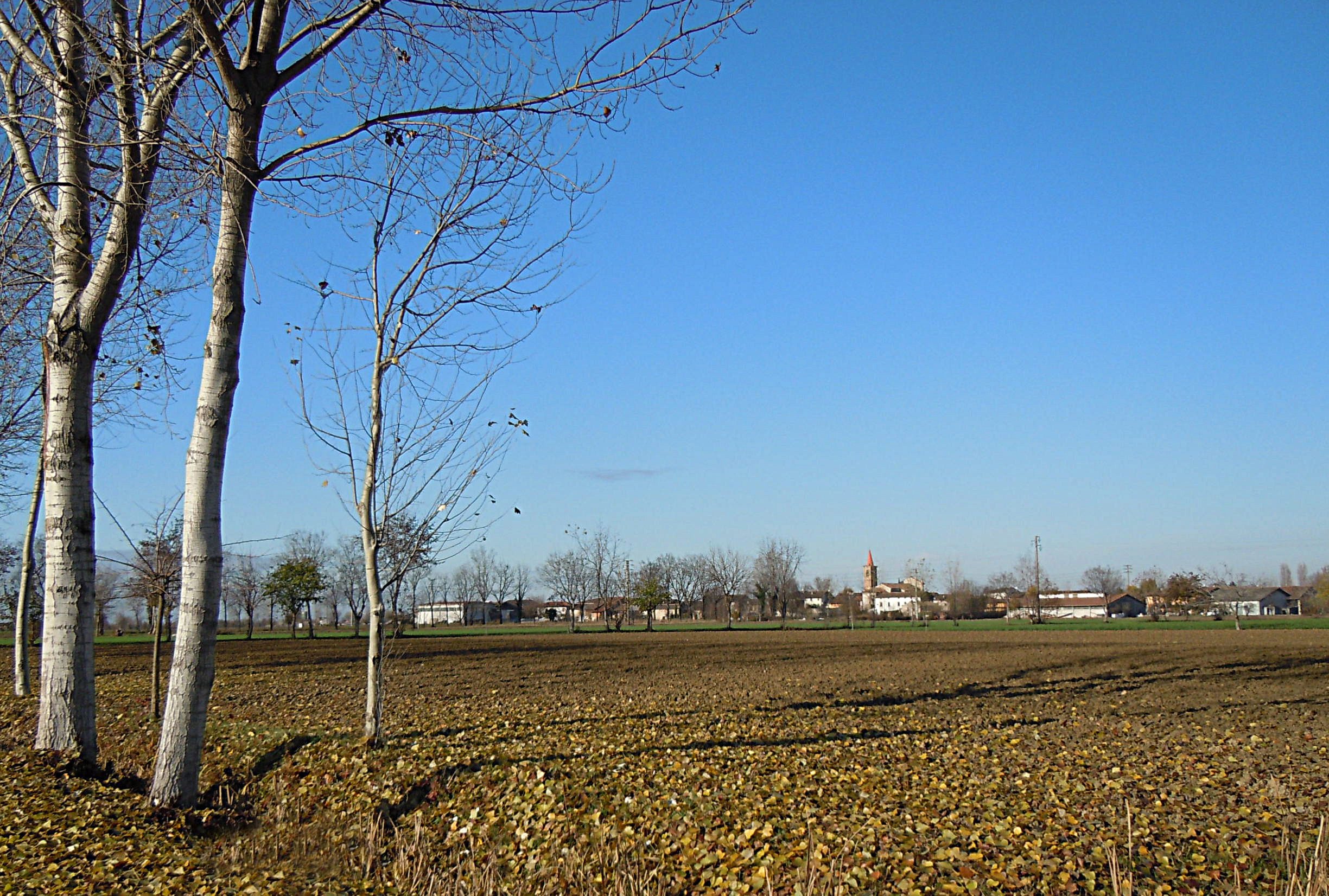
Casalpoglio, zona di Castel Goffredo, possibile luogo di nascita di Virgilio

Il poeta nacque ad Andes, un piccolo villaggio sito nei pressi dell'antica città di Mantua (odierna Mantova), nella Gallia Cisalpina (abolita ed annessa all'Italia proprio durante la sua vita), il 15 ottobre del 70 a.C. da una benestante famiglia di coloni romani, figlio di Marone Figulo, un piccolo proprietario terriero, arricchitosi considerevolmente con l'apicoltura, l'allevamento e l'artigianato, e di Màgia Polla, figlia a sua volta d'un facoltoso mercante, Magio, al cui servizio aveva lavorato il padre del poeta in passato. Suo padre, a quanto riferito, apparteneva alla gens Vergilia - di scarsa attestazione all'infuori di sole quattro iscrizioni rinvenute nei pressi di Verona (3) e dell'odierna Calvisano (1), che suggerirebbero pure una sua parentela con la gens Munatia -, mentre sua madre alla gens Magia, d'origine campana. Il biografo Foca lo definisce "vates Etruscus" e le origini etrusche vengono confermate dallo stesso poeta nell'Eneide: " Mantua dives avis....ipsa caput populis: Tusco de sanguine vires" (E. X, 201 ss.).
Il nome Marone (in latino Maro) deriverebbe dalla carica politica etrusca di maru.
L'ubicazione esatta del borgo natio del Vate è stata oggetto di controversie; tuttavia, stando all'identificazione più accreditata facente capo agli studi dei più eminenti filologi classici e studiosi della tradizione virgiliana, esso corrisponderebbe al borgo di Pietole, in prossimità delle acque del Mincio, nelle vicinanze di Mantova, nome assunto nel corso del Medioevo, divenuto poi, in tempi recenti, "Pietole Vecchia" per distinguerlo da "Pietole Nuova" venuta a formarsi tra Sette e Ottocento in prossimità della strada Romana, a due chilometri dall'antico borgo natale sito in prossimità del fiume; il borgo natio del Poeta ha ripreso alcuni anni fa l'antico nome celtico Andes ed è divenuto, nel 2014, con la fusione dei comuni di Virgilio e Borgoforte, una frazione del comune di Borgo Virgilio. L'attuale Pietole corrisponde dunque a Pietole Nuova. La fama dell'antica Pietole come luogo di pellegrinaggio e venerazione, poiché fu considerato sin dai primi secoli dopo la morte il borgo natale del vate e "profeta di Cristo", è testimoniata da Dante Alighieri nella Divina Commedia (Purgatorio, XVIII 83) e dalle opere di Giovanni Boccaccio e di altri scrittori. Altri studi sostengono invece che il corrispettivo odierno dell'antica Andes vada ricercato nella zona di Casalpoglio, frazione di Castel Goffredo, così come anche per il comune di Calvisano è stata avanzata l'ipotesi d'una sua identificazione col luogo di nascita del poeta, sulla base anche di un'iscrizione recante il nome della gens paterna nei suoi pressi (si vedano in tal senso gli studi e le ricerche effettuate dal filologo ed accademico inglese Robert Seymour Conway). Secondo altri, corrisponderebbe all'odierno Redondesco, comune situato a ovest di Mantova, lungo l'antica strada romana Postumia. Analisi sul toponimo sembrano confermare questa ipotesi.

### La formazione e l'avvicinamento all'epicureismo
Virgilio frequenta la scuola di grammatica a Cremona, poi la scuola di filosofia a Milano, dove si avvicina alla corrente filosofica epicureista grazie a Sirone e infine la scuola di retorica a Roma. Qui conobbe molti poeti e uomini di cultura e si dedicò alla composizione delle sue opere. Inoltre nella capitale portò a termine la propria formazione oratoria studiando eloquenza alla scuola di Epidio, un maestro importante di quell'epoca. Lo studio dell'eloquenza doveva fare di lui un avvocato e aprirgli la via per la conquista delle varie cariche politiche. L'oratoria di Epidio non era certo congeniale alla natura del mite Virgilio, riservato e timido, e dunque quantomai inadatto a parlare in pubblico. Infatti, nella sua prima causa come avvocato non riuscì nemmeno a parlare. In seguito a ciò Virgilio entrò in una crisi esistenziale che lo portò, non ancora trentenne, a spostarsi dopo il 42 a.C. a Napoli, per recarsi alla scuola dei filosofi Filodemo di Gadara e Sirone per apprendere i precetti di Epicuro.

### La crisi e la confisca dei possedimenti agricoli

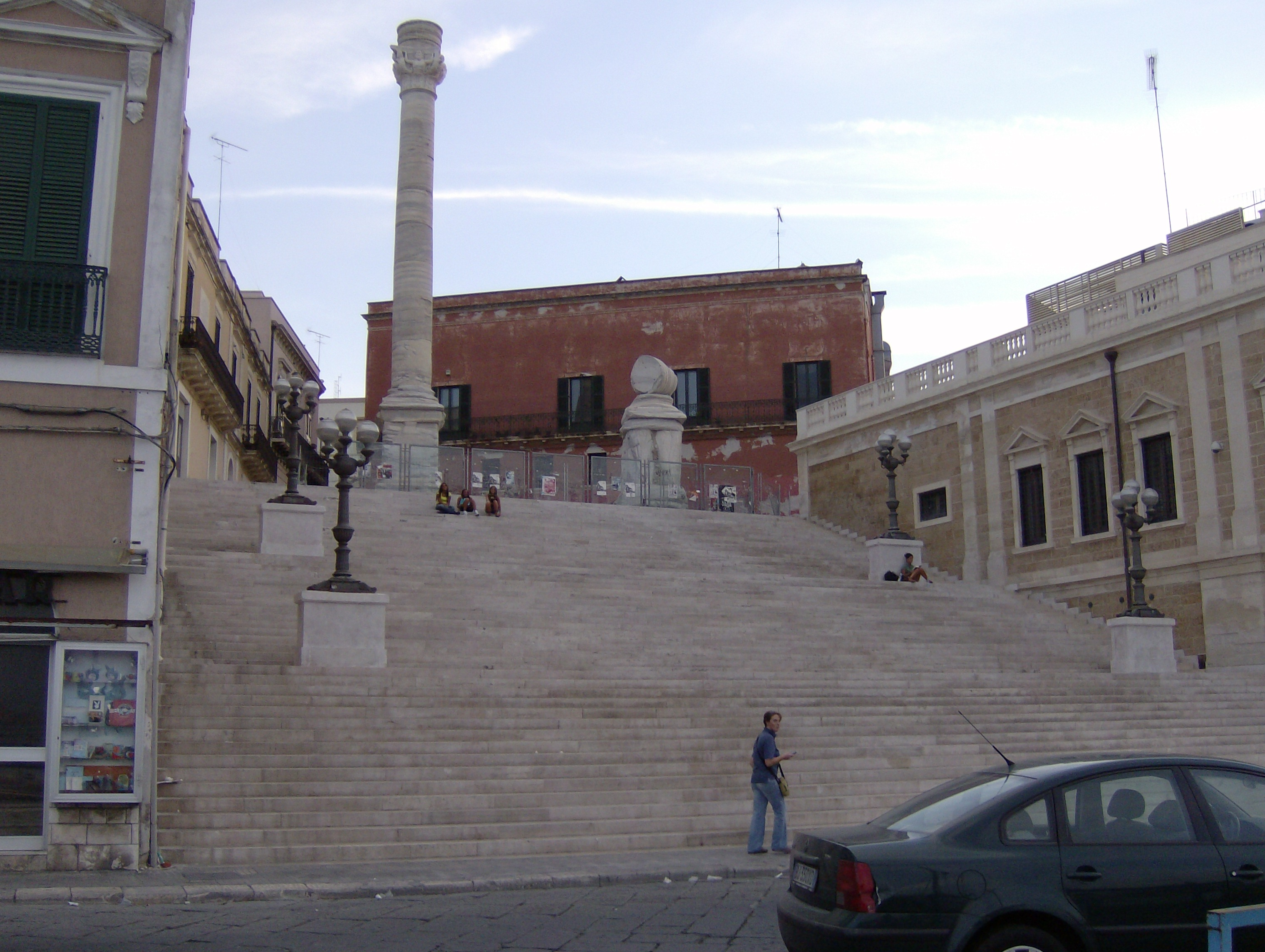
Le colonne terminali della via Appia nei pressi della casa dove, secondo la tradizione, Virgilio morì.

Gli anni in cui Virgilio si trova a vivere sono anni di grandi sconvolgimenti a causa delle guerre civili: prima lo scontro tra Cesare e Pompeo, culminato con la sconfitta di quest'ultimo a Farsalo (48 a.C.), poi l'uccisione di Cesare (44 a.C.) in una congiura, e lo scontro tra Ottaviano e Marco Antonio da una parte e i cesaricidi (Bruto e Cassio) dall'altra, culminato con la battaglia di Filippi (42 a.C.). Egli fu toccato direttamente da queste tragedie come testimoniano le sue opere: infatti la distribuzione delle terre ai veterani dopo la battaglia di Filippi mise in grave pericolo le sue proprietà nel mantovano ma sembra che, grazie all'intercessione di personaggi influenti (Pollione, Varo, Gallo, Alfeno, Mecenate e dunque lo stesso Augusto), Virgilio sia riuscito (almeno in un primo tempo) ad evitare la confisca.
Si spostò poi a Napoli con la famiglia e in seguito, nel 38 a.C., si fece assegnare da Mecenate un podere in Campania come risarcimento per le proprietà perdute ad Andes. In Campania avrebbe terminato le Bucoliche e composto le Georgiche, dedicate all'amico Mecenate, che Virgilio frequentava.
Virgilio entrò dunque nel circolo del "primo ministro imperiale", che raccoglieva molti letterati famosi dell'epoca.

### L'avvicinamento ad Augusto
Il poeta frequentava le tenute terriere di Mecenate, che egli possedeva in Campania nei pressi di Atella e in Sicilia. Attraverso Mecenate, Virgilio conobbe meglio Augusto. Divenne il maggiore poeta di Roma e dell'Impero e le sue opere poetiche furono introdotte nell'insegnamento scolastico da Quinto Cecilio Epirota ancor prima della sua morte, verso il 26 a.C.
Dopo il 29 a.C. il poeta iniziò la stesura dell'Eneide, e tra il 27 a.C. e il 25 a.C., l'imperatore Augusto richiese a Virgilio degli estratti del poema in corso di stesura. Nel 22 a.C. il poeta lesse ad Augusto alcune parti dell'Eneide, tra cui quasi sicuramente, il celebre VI libro.

### L'ultimo viaggio in Grecia e la morte

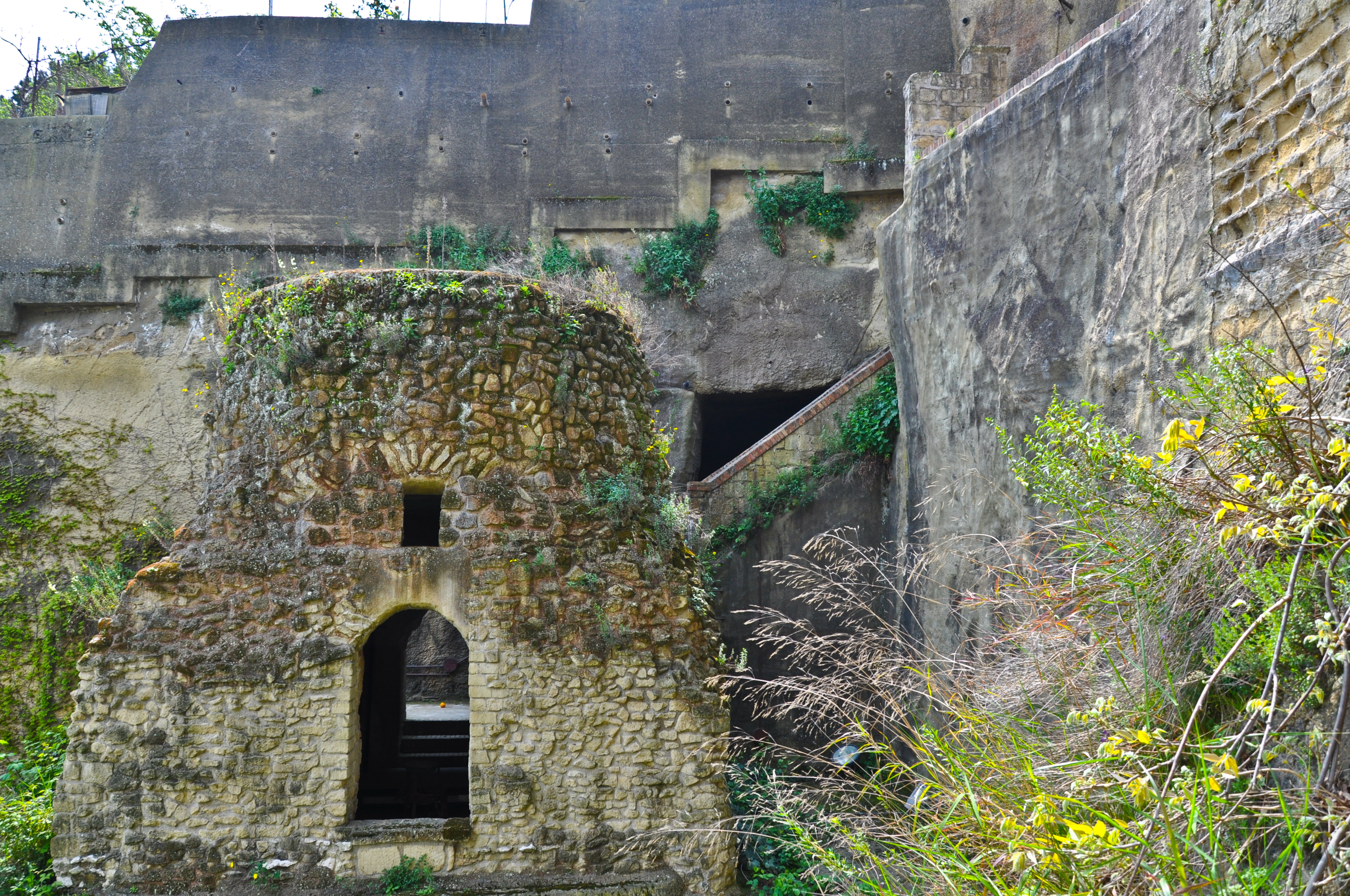
La Tomba di Virgilio a Napoli

Virgilio morì a Brindisi il 21 settembre del 19 a.C. (calendario giuliano), di ritorno da un importante viaggio in Grecia, forse per ricevere alcuni pareri tecnici sull'Eneide. Secondo alcuni biografi fatali furono le conseguenze di un colpo di sole, ma non è l'unica ipotesi accreditata.
Prima di morire, Virgilio raccomandò ai suoi compagni di studio Plozio Tucca e Vario Rufo di distruggere il manoscritto dell'Eneide, perché, per quanto l'avesse quasi terminata, non aveva fatto in tempo a rivederla: i due però consegnarono il manoscritto all'imperatore, cosicché l'Eneide, pur recando tuttora qua e là evidenti tracce di incompiutezza, divenne in breve il poema nazionale romano.
I resti del grande poeta furono poi trasportati a Napoli, dove sono custoditi in un tumulo tuttora visibile, nel quartiere di Piedigrotta. L'urna che conteneva i suoi resti andò dispersa nel Medioevo. Sulla tomba fu posto il celebre epitaffio: 

## Opere

### Appendix Vergiliana
Un primo gruppo di opere, la cui autenticità e la partenità restano ancora oggi oggetto di dubbi, vengono generalmente indicate con l'appellativo di Appendix Vergiliana; tale appellativo è stato coniato per la prima volta dall'umanista Giuseppe Scaligero nel 1573. 
- Alla spicciolata (Catalepton);[26]
- La focaccia (Moretum);
- Epigrammi (Epigrammata): che comprendono le Rose (Rosae), Sì e no (Est et non), Uomo buono (Vir bonus), Elegiae in Maecenatis obitu, Hortulus, Il vino e Venere (De vino et Venere), Il livore (De livore), Il canto delle Sirene (De cantu Sirenarum), Il compleanno (De die natali), La fortuna (De fortuna), Orfeo (De Orpheo), Su sé stesso (De se ipso), Le età degli animali (De aetatibus animalium), Il gioco (De ludo), De Musarum inventis, Lo specchio (De speculo), Mira Vergilii experientia, Le quattro stagioni (De quattuor temporibus anni), La nascita del sole (De ortu solis), Le fatiche di Ercole (De Herculis laboribus), La lettera Y (De littera Y), ed I segni celesti (De signis caelestibus).
- L'ostessa (Copa) (solo secondo il biografo Servio);[26]
- Maledizioni (Dirae);
- L'airone (Ciris);[26]
- La zanzara (Culex);[26]
- L'Etna (Aetna);[26]
- Storia romana (Res romanae), opera solo progettata e poi abbandonata.

### Opere autentiche

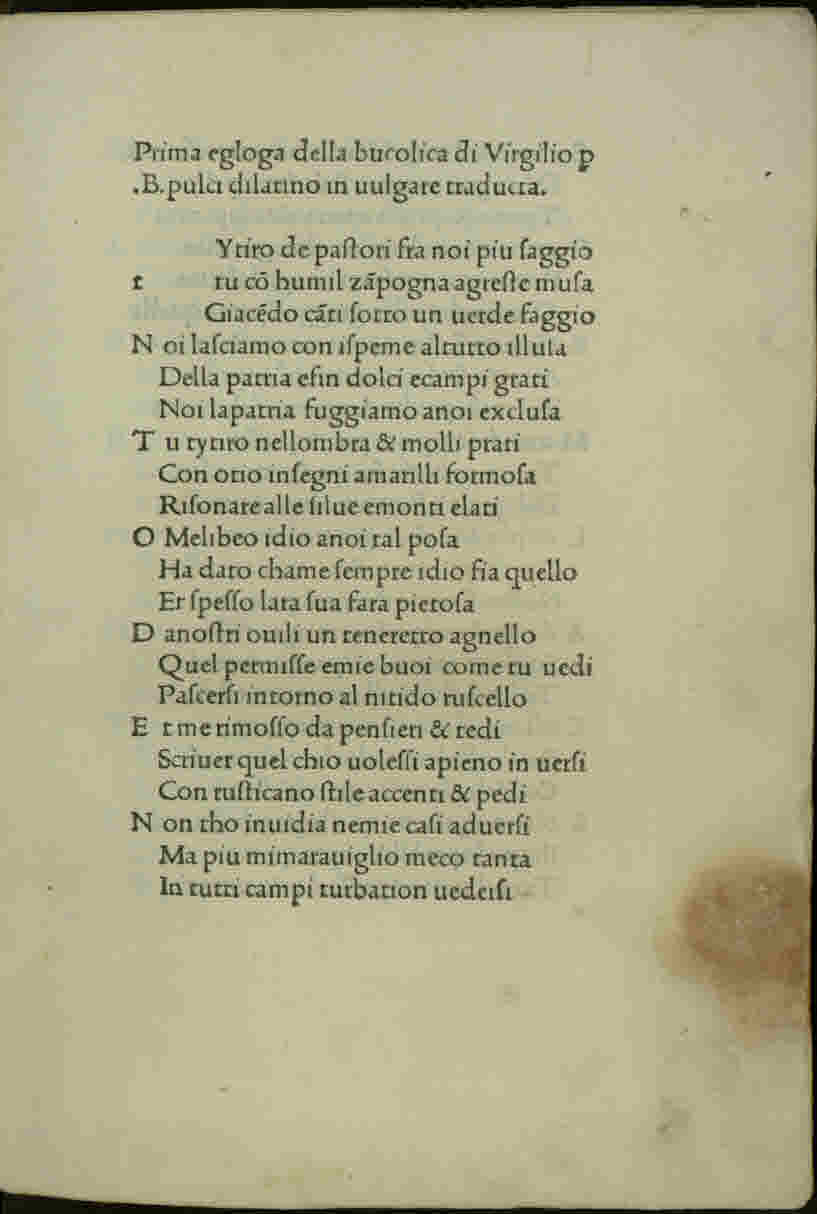
Bucolica, 1481

Queste tre opere si distinguono dalle precedenti, in quanto composte sicuramente dal poeta latino.
- Bucoliche (Bucolica): composte tra il 42 e il 39 a.C. a Napoli, sono una raccolta di dieci componimenti detti "ecloghe" o "egloghe" di stile perlopiù bucolico e che seguono il modello del poeta siciliano Teocrito.[27] Le Bucoliche, che significa canti dei bovari, sono dunque costituite da dieci egloghe: la prima è un dialogo tra due contadini, Titiro e Melibeo. Melibeo è costretto ad abbandonare la sua casa e i campi, che diverranno la ricompensa di un soldato romano. Titiro invece può restare grazie all'influenza di un potente (forse Ottaviano, o un nobile della sua cerchia, come Asinio Pollione); la seconda egloga contiene il lamento d'amore del pastore Coridone, che si strugge per il giovane Alessi; la terza egloga è una tenzone poetica fra due pastori, svolta in canti alternati detti amebèi; la quarta egloga è dedicata a Pollione ed è la celebre profezia circa la nascita di un puer il cui avvento rigenererà l'umanità; la quinta è il lamento per la morte di Dafni, il "principe dei pastori" (Elio Donato); nella sesta il vecchio Sileno canta l'origine del mondo; nella settima Melibeo racconta la gara di canto tra due pastori; l'ottava egloga contiene due canti d'amore ed è dedicata ad Asinio Pollione; la nona egloga è molto simile alla prima, ma vi si canta un esproprio di terre definitivo (i due protagonisti sono Lìcida e Meri) e la decima è dedicata a Gallo e ne celebra gli amori infelici. Varo, Gallo e Pollione furono tre potenti governatori della provincia Cisalpina presso cui il poeta aveva forse sperato di trovare favore per rientrare in possesso delle proprie terre perdute durante l'esproprio.
- Georgiche (Georgica): composte a Napoli in sette anni (tra il 37 a.C. e il 30 a.C.) e suddivise in quattro libri. È un poema didascalico sul lavoro dei campi, sull'arboricoltura (in particolare della vite e dell'olivo), sull'allevamento e sull'apicoltura come metafora di un'ideale società umana.[28] Ciascun libro presenta una digressione: il primo le guerre civili, il secondo la lode della vita agreste, il terzo la peste degli animali nel Norico, il quarto libro si conclude con la storia di Aristeo e delle sue api (questa digressione contiene la famosa favola di Orfeo e Euridice). Secondo il grammatico tardoantico Servio, nella prima stesura delle Georgiche, la conclusione del IV libro era dedicata a Cornelio Gallo ma, caduto questi in disgrazia presso Augusto, Virgilio avrebbe concluso l'opera in modo diverso. L'opera fu dedicata a Mecenate. Si tratta sicuramente di uno dei più grandi capolavori della letteratura latina e l'espressione più alta dell'autentica e vera poesia virgiliana. I modelli qui seguiti sono Esiodo e Varrone.
- Eneide (Aeneis): poema epico composto forse fra Napoli e Roma, in dieci anni (tra il 29 a.C. e il 19 a.C.) e suddiviso in dodici libri. Opera monumentale, considerata dai contemporanei alla stregua di un'Iliade latina, fu il libro ufficiale sacro all'ideologia del regime di Augusto sancendo l'origine e la natura divina del potere imperiale. Naturalmente il modello fu Omero. Essa narra la storia di Enea, esule da Ilio e fondatore della divina gens Iulia.
Il poema rimase privo di revisione, e nonostante Virgilio prima di partire per l'Oriente ne avesse chiesto la distruzione e ne avesse vietato la diffusione in caso di sua morte, esso fu pubblicato per volere dell'imperatore.[29]
Nel XV secolo il poeta Maffeo Vegio compose in esametri il Supplementum Aeneidos, cioè il tredicesimo libro a completare la vicenda narrata nel poema virgiliano.

## Virgilio nella cultura successiva

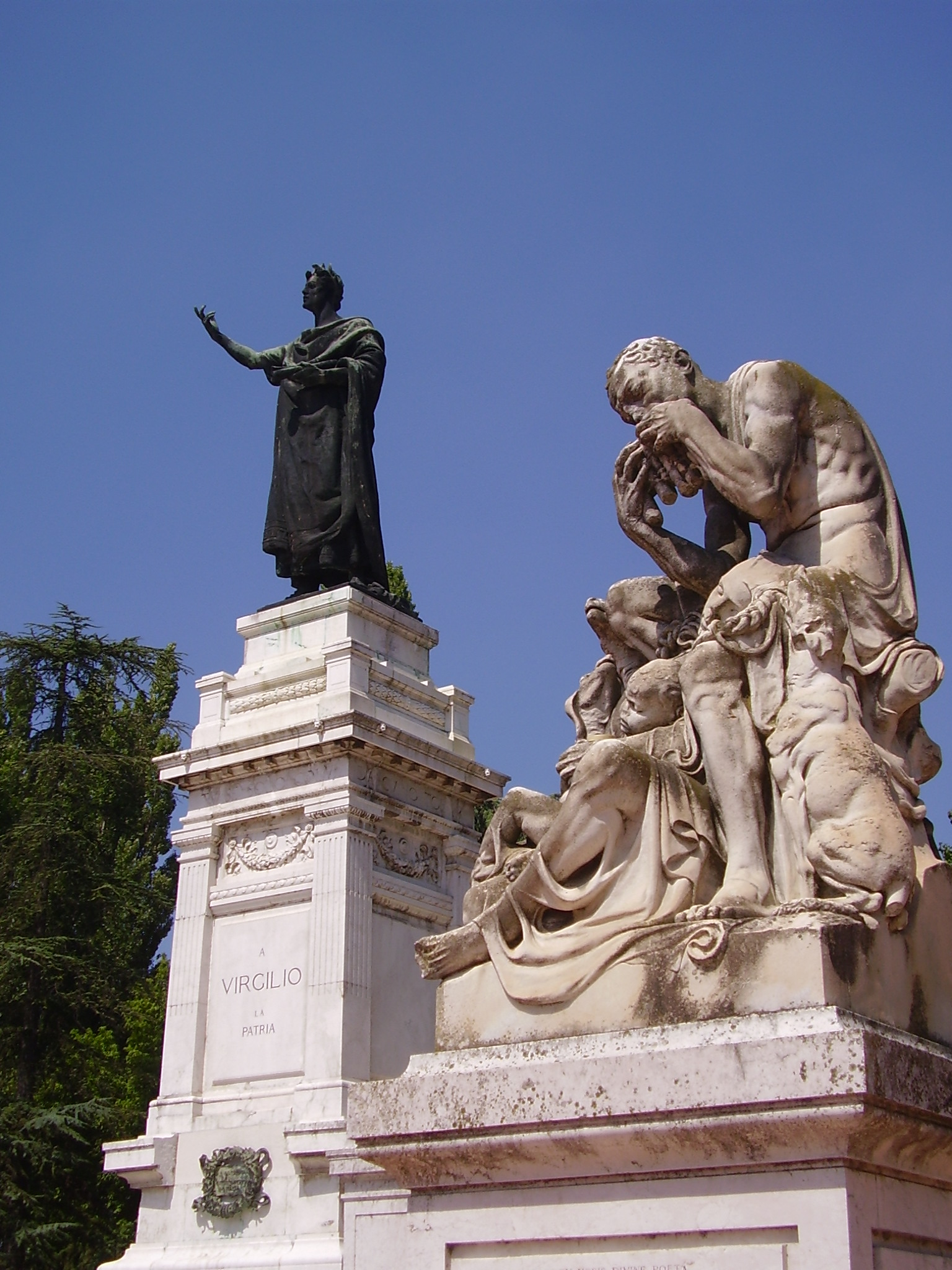
Monumento a Virgilio
Piazza Virgiliana, Mantova.

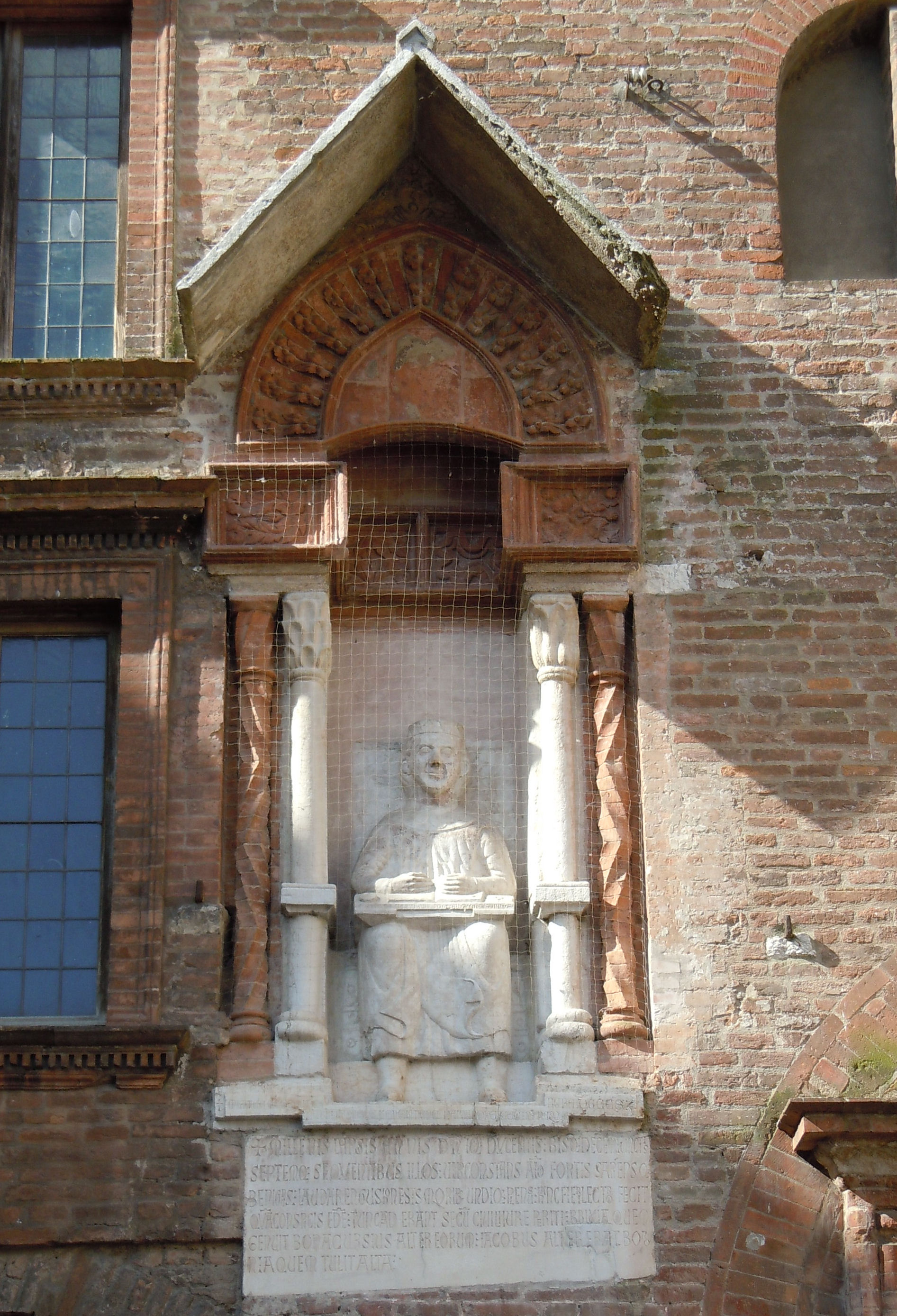
Mantova, Piazza Broletto, statua di Virgilio in cattedra

La fama del vate dopo la morte fu tale che egli fu considerato una divinità degna di ricevere onori, lodi, preghiere, e riti sacri. Già Silio Italico (appena un secolo dopo), che acquistò la villa e la tomba di Virgilio, istituì una celebrazione in memoria del Mantovano nel suo giorno di nascita (le Idi di ottobre). In tal modo questa celebrazione si tramandò anno per anno nei primi secoli dell'era volgare, diventando un punto di riferimento importante soprattutto per il popolo napoletano che vide in Virgilio ("Vergilius") il suo secondo patrono e spirito protettore della città di Napoli, dopo la vergine Partenope. Ai suoi resti (cenere e ossa), conservati nel sepolcro da lui stesso concepito secondo forme e proporzioni pitagoriche, fu attribuito il potere di proteggere la città dalle invasioni e dalle calamità.
Nonostante le divinità pagane venissero dimenticate, di Virgilio si mantenne comunque intatto il ricordo, e le sue opere furono interpretate cristianamente.
Egli divenne in particolare un simbolo dell'identità e della libertà politica di Napoli: fu per questo che nel XII secolo i conquistatori normanni, col consenso interessato della Chiesa di Roma, consentirono ad un filosofo e negromante inglese di nome Ludowicus di profanare il sepolcro di Virgilio con lo scopo di rimuovere e asportare il vaso con le sue ossa, al fine di indebolire e sottomettere Napoli al potere normanno distruggendo l'oggetto di culto che era la base simbolica della sua autonomia. I resti di Virgilio furono salvati dalla popolazione che li trasferì all'interno di Castel dell'Ovo, ma in seguito vennero qui sotterrati e nascosti per sempre ad opera dei Normanni. Da allora i napoletani ritennero che il potere protettivo del Poeta verso la città fosse vanificato.
Il ricordo di Virgilio però, soprattutto nel popolo napoletano, rimase sempre vivo. Alla fama di sapiente per la tradizione colta, con il tempo si affiancò quella di mago nella tradizione popolare, inteso come uomo che conosce i segreti della natura e ne fa uso a fin di bene. Di tale interpretazione ci resta un corpus basso-medievale di leggende che hanno come sfondo soprattutto le città di Roma e Napoli: ad esempio, tanto per citarne una, quella che lo vede costruttore del Castel dell'Ovo magicamente edificato sopra il guscio di un uovo magico di struzzo che si sarebbe rotto solo quando la fortezza fosse stata definitivamente espugnata, oppure quella che riguarda la creazione e l'occultamento sotterraneo di una specie di palladio (una riproduzione in miniatura della città di Napoli contenuta in una bottiglia vitrea dal collo finissimo) che per magia protesse la città dalle sciagure e dalle invasioni finché non fu trovato e distrutto da Corrado di Querfurt, cancelliere dell'imperatore Enrico VI inviato nel XII secolo a conquistare il Regno di Sicilia (che allora comprendeva anche la città di Napoli).
Durante l'Alto Medioevo Virgilio fu letto con ammirazione, il che permise alle sue opere di essere tramandate completamente. L'interpretazione dell'opera virgiliana utilizzò largamente lo strumento dell'allegoria: al poeta fu infatti attribuito un ruolo di profeta di Cristo, sulla base di un brano delle Bucoliche (la IV ecloga) annunciante la venuta di un bambino che avrebbe riportato l'età dell'oro e identificato per questo con Gesù.
Virgilio venne quindi rappresentato come vate, maestro e profeta nella Divina Commedia (Purgatorio, canto XXII, vv. 67-72) da Dante Alighieri, il quale ne fece la propria guida attraverso i gironi dell'Inferno e del Purgatorio.
(Inferno, Canto I, 81-83)

### Da Dante al Rinascimento

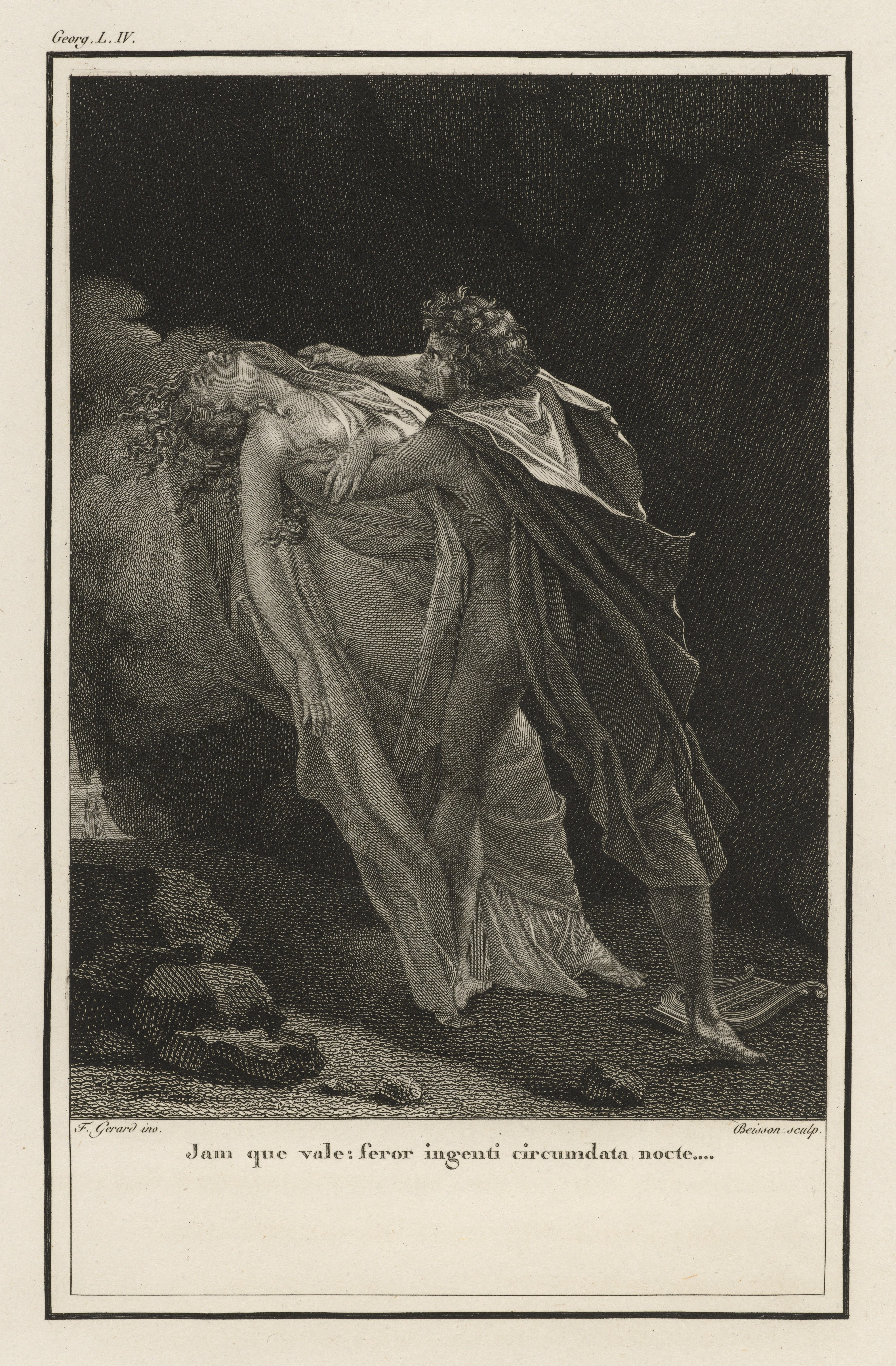
Georgica, Libro IV, 497. Illustrazione di François Gérard in un'edizione del 1798

La presenza di Virgilio è costante nello svolgimento della letteratura italiana. L'eco della sua poesia risuona sovente nelle opere dei nostri più grandi scrittori.
Per Dante Alighieri, l'Eneide diviene modello di alta poesia, fonte di ispirazione di tanti suoi versi. È vero, egli avverte il fascino anche di altri grandi autori del passato, di "Omero, poeta sovrano" di " Orazio satiro", "Ovidio", "Lucano", e poi "Tullio e Lino e Seneca morale" (Inferno, 4, 102 e passim) ma è Virgilio la sua guida, Virgilio "l'altissimo poeta" (ibid.,80).
Dante riconosce la grandezza morale, il peso del pensiero antico e nella sua opera fa confluire insieme i valori dell'umanesimo classico e quelli cristiani. Si può considerare pertanto il primo umanista della nostra letteratura: un discepolo di Virgilio, al di là del pensiero medievale.
Dalla lettura delle sue opere apprese il senso di partecipazione al dolore universale, la pietas, intesa quest'ultima nel senso morale di adesione al cielo sì, ma anche di attenzione ai valori della terra. Egli si accosta al mantovano non solo per capire "come l'uom s'eterna", ma anche per perfezionare lingua e stile.
Con diversa e più moderna sensibilità si avvicina a Virgilio un cultore degli studia humanitatis come Francesco Petrarca. Il dolore umano alla scuola del poeta antico trova innumerevoli rivoli per elevarsi in una poesia soavemente malinconica. Da lui deriva l'amore per le belle lettere, la nobiltà dei sentimenti e del pensiero, da lui l'arte della perfezione stilistica. La lingua italiana diviene, come vuole de Sanctis, "la dolcissima delle lingue". Intuisce e tramanda ai posteri i più alti segreti della poesia del mantovano. Virgiliano nell'anima, vive a lui unito nello spirito, gli dedica epistole. Petrarca venne salutato come il nuovo Virgilio, modello di poeta, elegante, raffinato: si colloca tra i più grandi lirici di tutti i tempi.
Nell'Umanesimo è ancora Virgilio, unitamente a Cicerone, l'autore più amato, più ricercato come guida di maestria linguistica. Con il ritorno al mondo classico nasce la nuova civiltà in cui confluisce l'antica e, nel contempo, una nuova visione della vita e del mondo.
La lingua latina per tutta la prima metà del Quattrocento domina incontrastata nella nostra letteratura, ed è una letteratura elegante, che raggiunge come per miracolo forme umanissime. Si pensi alle Neniae, le celebri ninne-nanne che il Pontano scrive per il suo bambino; alle Sylvae del Poliziano, ben due dedicate a Virgilio: Manto, carica di suggestioni e risonanze dell'antica bucolica in cui si celebra la poesia pastorale, e il Rusticus, che si ispira invece alle Georgiche, ricolma di immagini e di echi virgiliani. Il Poliziano, complice Virgilio, viene ritenuto il lirico più elegante che abbia scritto in latino.
Della riscoperta del mondo antico non solo la lingua latina viene a giovarsi, ma anche la lingua volgare quando si torna a prediligerla. Jacopo Sannazaro, considerato il "Virgilio cristiano" per il suo De Partu Virginis, nell'Arcadia riproduce la classica bucolica in una lingua armoniosa, piena di fluidità e di malinconia. Non si può non parlare della Fabula di Orfeo del Poliziano: Orfeo ed Euridice come nelle Georgiche rivivono il loro dramma d'amore in un canto accorato, di estrema eleganza. Riporta altresì a Virgilio quella sorta di immersione nell'universo e nella natura presente nella favola del giovane Julio nelle Stanze, così come la Giostra richiama la mente al senso di vaga malinconia delle ombre virgiliane della sera.
Ancor più determinante è l'influsso di Virgilio nel Rinascimento. Il volgare, assurto a piena dignità letteraria, affronta temi alti, impegnativi e viene adottato dai grandi scrittori del tempo. Il riferimento è all'Ariosto e al Tasso.

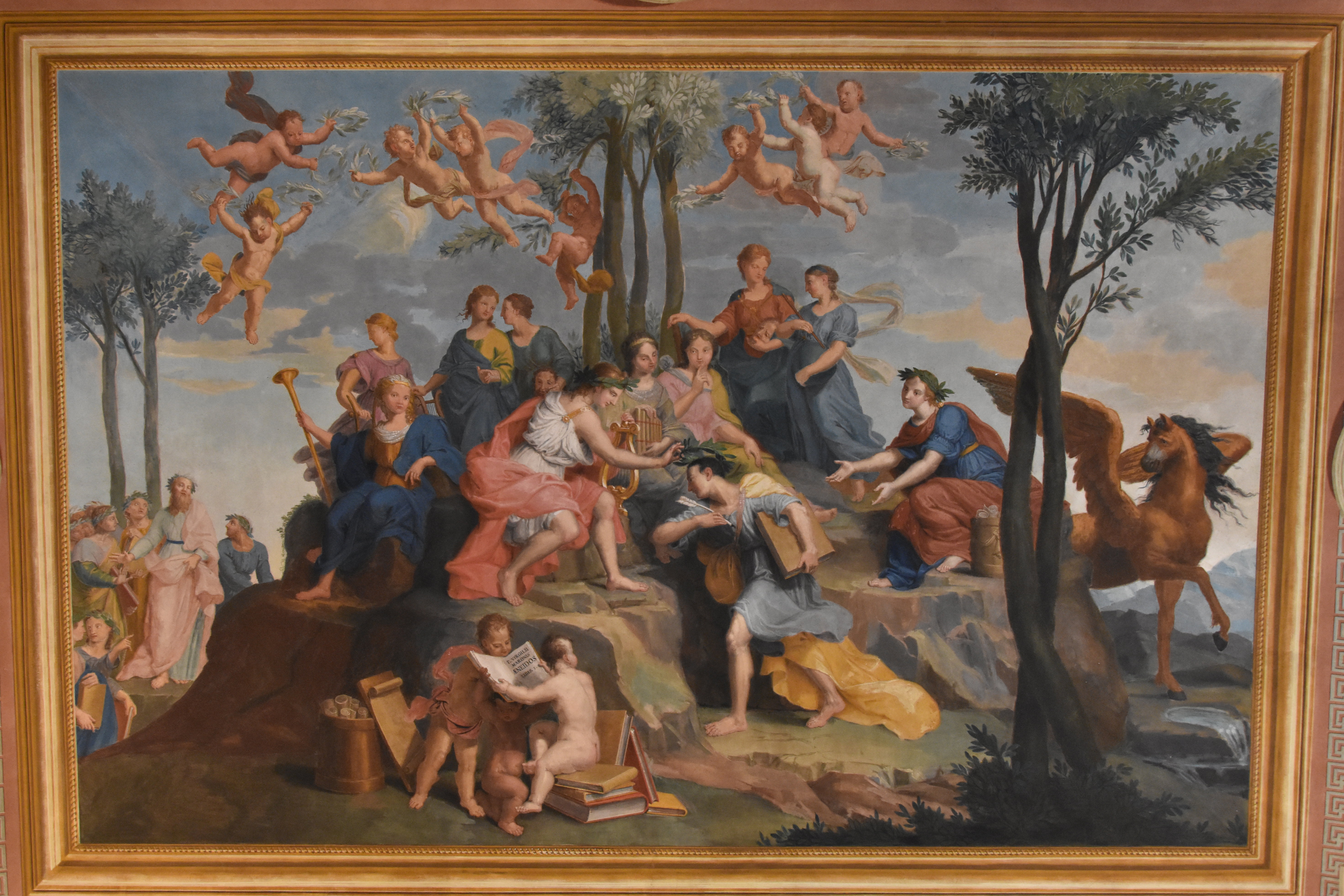
L'Incoronazione di Virgilio, parte di un ciclo di affreschi settecenteschi sull'Eneide a Palazzo Pianetti, Jesi

L'Eneide non poco contribuisce a portare l'Orlando Furioso alle più alte vette della poesia rinascimentale e l'Ariosto tra i più grandi artisti del tempo. Qui Cloridano e Medoro ritrovano il fascino, l'umanità di Eurialo e Niso a rappresentare un sentimento alto come l'amicizia, nobile come la fedeltà; e molte analogie si possono trovare nella caratterizzazione dei guerrieri uccisi nel sonno dalle due coppie. Angelica vive all'unisono con la natura che la circonda, ama le cose semplici e umili, effonde intorno un sentimento virgiliano di pace, di serenità, appena velato di malinconia. Per non riferire di altri temi comuni ai due poeti: l'amore, la giovinezza, l'eroismo, la religione della vita, la rappresentazione dell'animo umano in tutte le sue variazioni.
E si arriva a Torquato Tasso, che da Virgilio eredita finezza e musicalità del dire. Le ingenue parole di Aminta, allorché descrive il primo sbocciare di un amore nuovo nella favola pastorale che da lui prende il nome (atto I, scena II), riportano insistentemente al mondo idillico popolato di prati, ninfe, pastori, boschi, nel quale regna una lieve, sospesa virgiliana malinconia. Il candore di Galatea torna a risplendere nella delicata figura di Erminia, che si desta al "garrir" degli uccelli tra alberi e fiori mentre "scherzan" con l'onda al suon di "pastorali accenti" (Gerusalemme liberata, VII, 5 e 6, passim). Al pari di Didone, Armida, creatura piena di mistero riscopre l'umanità nel dolore e nell'amore. Come l'eroica Camilla, desta commozione la fiera Clorinda. Nell'opera tutta aleggia quel senso di tristezza per il quale molti hanno ritenuto la Liberata il poema italiano forse più vicino all'Eneide, già a partire dall'incipit (il verso canto l'armi pietose e il capitano richiama immediatamente il virgiliano arma virumque cano).

## La leggenda virgiliana
Come stretto amico di personaggi di potere e di grandissima influenza come l'imperatore Augusto, del governatore provinciale Gaio Asinio Pollione e del ricco Gaio Cilnio Mecenate, secondo leggende medioevali di scarsa o nessuna attendibilità, il grande poeta avrebbe potuto beneficare in molti modi la città di Napoli in cui tanto amava risiedere.
I suoi biografi medioevali infatti ci narrano che fu Virgilio a proporre all'imperatore di costruire un acquedotto (proveniente dalle sorgenti nei pressi di Serino, nell'Irpinia) che servisse questa e anche altre città, come Nola, Avella, Pozzuoli e Baia.
Inoltre avrebbe esortato Augusto a creare per Napoli una rete di pozzi e fontane per l'approvvigionamento idrico, un sistema fognario di cloache e complessi termali terapeutici a Baia e Pozzuoli, per cui fu anche necessario scavare un traforo nella collina di Posillipo, l'odierna "Grotta di Posillipo", nota per tale motivo fino al XIV secolo come "Grotta di Virgilio".
Infine, Virgilio, essendo grandemente appassionato di divinazione e del mondo della religione in generale (come si nota dalle sue opere letterarie), avrebbe fatto installare due sculture di teste umane in marmo, una maschile e allegra, l'altra femminile e triste, sulle mura della città e precisamente ai lati della porta di Forcella al fine di fornire un presagio casuale fausto o infausto (una sorta di innocua cefalomanzia minerale) per i cittadini di passaggio.
Con le modifiche fatte in epoca aragonese, le teste furono trasferite nella lussuosa villa reale di Poggioreale, ma andarono poi perdute a causa della distruzione del complesso.
Come riportano i suoi più antichi biografi, Virgilio aderì al neopitagorismo, corrente filosofica e magica allora molto diffusa nelle colonie della Magna Grecia, in particolare a Neapolis, una delle poche poleis magnogreche che dopo la conquista romana aveva conservato la sua vita culturale genuinamente ellenica.
In quanto filosofo neopitagorico e mago gli sono attribuite diverse immagini magiche e talismani volti alla protezione della città di Napoli che tanto amò, secondo alcuni biografi medievali e rinascimentali.

## Omaggi
A Virgilio sono intitolate le Virgil Fossae sulla superficie di Plutone, il Museo Virgiliano a Borgo Virgilio, il Museo Virgilio a Mantova, l'Accademia Nazionale Virgiliana e il Liceo Classico di Mantova ed anche quello di Roma.

### Letteratura
- Le ultime ore di vita del poeta sono raccontate da Hermann Broch nel romanzo La morte di Virgilio, dove il protagonista, sentendosi prossimo alla morte, avrebbe voluto bruciare l'Eneide non perdonandosi di averla lasciata incompiuta.
- Virgilio è uno dei protagonisti di Un infinito numero, romanzo di Sebastiano Vassalli. Lo stesso autore ha reso il poeta protagonista di uno dei racconti che compongono la raccolta Amore Lontano.
- Nel romanzo del 2024 I demoni di Pausilypon di Pino Imperatore Virgilio agisce nelle vesti di detective.

### Videogiochi
- Nella serie Devil May Cry, si trova un chiaro riferimento a Virgilio: Vergil, fratello del protagonista Dante e antagonista principale della saga.
- nella serie limbus company c'é un personaggio di nome Virgilio (vergilius) che, all inizio del gioco aiuta un personaggio di nome dante intrappolato in una selva oscura mentre viene attaccato da dei banditi di nome pantera (panther) leone (lion) e lupo (wolf), ovvio riferimento al primo canto dell'opera italiana, scritta da Dante, la Divina Commedia.

### Giochi di Carte
- La carta di Yu-gi-oh "Virgil, rock star dell'abisso bruciante" è un chiaro riferimento al poeta mantovano